# Langues taï
Les langues taï sont un sous-groupe de la famille des langues taï-kadaï. Appartiennent à ce sous-groupe notamment le shan en Birmanie, le zhuang dans le Sud de la Chine, le lao, langue nationale du Laos, le thaï, langue nationale de la Thaïlande et les langues tày des régions montagneuses du nord du Viêt Nam.

## Classification interne des langues
La vision traditionnelle, inaugurée par Li Fang Kuei en 1977, est de répartir les langues taï en trois branches, nord, centrale et sud-ouest. Haudricourt, en 1956, réduit les langues taï à deux branches, opposant le taï du Nord aux deux autres groupes. La classification interne des langues taï est :
- Langues taï du Nord
  - zhuang du Nord (Chine)
    - zhuang de Guibei, zhuang de Guibian, zhuang de Liujiang, zhuang de Qiubei, zhuang de Youjiang

  - bouyei (Chine)
  - saek (Laos, Thaïlande, Chine)
- Langues taï centrales 
  - zhuang du Sud (Chine) 
    - zhuang de Yongnan, zhuang de Zuojiang, zhuang de Dejing, minz zhuang, nong zhuang, dai zhuang

  - tày (Viêt Nam)
  - cao lan (Viêt Nam)
- Langues taï du Sud-Ouest
  - thaï (Thaïlande)
  - thaï du Sud ou pak taï (Thaïlande, Malaisie)
  - thaï du Nord ou lanna (Thaïlande)
  - thaï du Nord-Est ou isan (Thaïlande)
  - lao (Laos)
  - tai lü
  - tai nüa
  - tai hongjin
  - tai ya
  - shan (Birmanie)
  - khün
  - tày tac
  - tay dam
  - tay deng
  - tay don
  - pa di
  - tay sa pa
  - ahom (éteinte, anciennement en Assam)
  - tai phake
  - aiton
  - khamti
  - khamyang

## Comparaison lexicale
| Français | Proto-taï du Sud-Ouest | Thaï     | Lao     | Lanna    | Isan     | Shan       | Lü       | Zhuang |
| -------- | ---------------------- | -------- | ------- | -------- | -------- | ---------- | -------- | ------ |
| air      | *lom                   | lom      | lóm     | lom      | lom      | lom4       | lom      | ɣum˧˩  |
| ville    | *mɯaŋ                  | mɯaŋ     | mɯaŋ    | mɯaŋ     | mɯaŋ     | mɤŋ4       | mœŋ      | mɯŋ6   |
| terre    | *?din                  | din      | din     | din      | din      | lǐn1       | din      | dei6   |
| feu      | *vai/aɯ                | fai      | fái     | fai      | fai      | pʰaj4~fai4 | fai      | fei2   |
| cœur     | *čai/aɯ                | hŭa tɕai | hǔa cài | hua tɕai | hua tɕai | ho1 tsaɯ1  | hua tɕai | sim    |
| amour    | *rak                   | rák      | hāk     | hag      | hag      | hak5       | hag      | gyai2  |
| eau      | *naam                  | náːm     | nȃm     | nam      | nam      | nam5       | nam      | ɣaem4  |